# Матаня (танец)
Мата́ня (танец) — парная хороводная русская пляска по кругу с исполнением частушечных куплетов под специальный наигрыш «Матани». Пляска «Матаня» идёт в круге или по кругу, где аккомпанирующий инструмент (или инструментальная группа) может находиться в центре круга, или вне круга или в кругу вместе с поющими. В момент исполнения куплета поющий не пляшет, сопровождая исполнение артистичной жестикуляцией. Остальные участники действия как бы «экономят» движения, сберегая энергию к проигрышу, где пляска разворачивается «от души». Пляска «Матаня» в основном относится к Центру и Югу России (Белгородской, Воронежской, Курской, Рязанской, Орловской и Тамбовской области). Встречается и в других регионах, например, в Мурманске.
До чего же я люблю

Ох, матанечку свою,

Когда буду помирать,

Велю матаню поиграть.
Частушка о танце «Матаня»

## Характерные особенности танца
Мужские движения чаще всего отличаются темпераментом (руки над головой, притоп ноги с высоким подниманием колена, нередкое явление — выход «вприсядку» на середину круга). Женские движения характеризуются чёткими выбиваниями дробей ногами. Положение рук исполнительниц может трактоваться как произвольное с возможными вариантами: спокойные, с малой амплитудой движения на уровне пояса, четкая пульсация кистями (либо раскрытыми, либо собранными в кулачки) в такт выбивания дробей, свободные «движения» рук вдоль корпуса и т. д. Часто, когда содержание куплета повествует о каком — либо конфузе или если исполнитель действительно испытал конфуз, скажем, от произнесённого текста, можно наблюдать типичную позу, причём как у мужчин, так и у женщин: голова — с наклоном вниз и некоторым поворотом в сторону, ноги в положении чуть «вприсядку», исполняют либо дроби, либо неспешную «походочку», выписывающую зигзаги. В процессе восприятия импровизационного развития композиции может возникнуть ощущение, что исполнители — участники танцуют не друг с другом, не вместе, а каждый сам по себе: пляшут, как «шаманят», вбивая в землю некое неистовство. Очень возможно, что некоторые движения, жесты, исполнительские особенности действительно имеют архаический смысл.

## Примеры плясок «Матаня»

### Пример № 1
Десятки парней и девушек образуют круг. Начинает играть гармонь, под которую лихо выскакивает в центр круга одна из самых смелых девушек и поёт частушку. Весь круг притопывает, приплясывает в характере той музыки, которую задал гармонист. На частушку первой более бойким голосом отвечает другая, выходя в центр к первой. Все участники снова приплясывают, двигаясь по кругу. Продолжается это соревнование двух девушек до тех пор. Пока они сами не решат, что пора заканчивать. Потом может заказать «Матаню» новая пара — юноша и девушка или вновь две девушки. Она имеет характерные особенности в построении рисунка, манере исполнения, в характере движений рук. Эти отличия более ярко выражаются, когда её танцуют в разных районах, деревнях и сёлах.

### Пример № 2
Другое название — «пляска Колчака». Четыре женщины (можно больше) берутся правыми руками в центре круга, идут по кругу. Затем останавливаются, поют частушку. Солистка выходит в центр, пляшет. 3атем хлопают в ладоши. Начинают сначала. Поют поочерёдно.
Первый вариант: двое берутся правыми руками под локоть и идут по кругу. Останавливаются, поют частушку, пляшут произвольно. Затем сначала в другую сторону.
Второй вариант: двое берутся за руки правыми руками. Первая фигура: Проходка — 4 шага вперед, поворот на 180°, перехватывают руки и идут 4 шага назад. Вторая фигура: Поворачиваются друг к другу лицом. Руки — лодочкой, делают 4 шага по ходу танца, затем 4 шага в противоположную сторону (шаги приставные). Третья фигура: два круга вальса. Затем повторяют сначала. Руки средние — на уровне груди. Кисть подвижная, локти свободные.